# Pseudohadena immunda
Pseudohadena immunda là một loài bướm đêm trong họ Noctuidae.